# Alois Strohmayr
Alois Strohmayr (* 30. August 1908 in Stadtbergen; † 27. Februar 1993 ebenda) war ein deutscher Politiker der SPD.

## Biografie

### Ausbildung und Beruf
Strohmayr besuchte das Humanistische Gymnasium bei St. Stephan und anschließend die Höhere Technische Lehranstalt, beide in Augsburg. Er arbeitete danach vorerst als Bauleiter im Unternehmen GAGFAH, anschließend bei der sozialistischen Bauhütte Stettin. Ab 1930 arbeitete er dann als selbstständiger Architekt in Barcelona. Im Jahr 1936 kehrte er wieder nach Stadtbergen zurück, um hier weiterhin als Architekt zu arbeiten. Nach Ausbruch des Zweiten Weltkrieges wurde Strohmayr im Polizeidienst eingesetzt. Im Jahr 1942 kam er in Lagerhaft, aus der er erst 1944 entlassen wurde. Im letzten Kriegsjahr wurde er noch zu einem Fronteinsatz abkommandiert. Nach dem Krieg engagierte er sich bei der Arbeiterwohlfahrt, deren Vorsitzender im Bezirk Schwaben er seit 1949 war. Außerdem war er noch Mitglied des Landesvorstandes und des Bundesausschusses.

### Politik
Strohmayr war seit 1924 in der Sozialistischen Jugend aktiv und trat drei Jahre später der SPD bei. Aber erst nach dem Zweiten Weltkrieg wurde auch in der Politik aktiv. Er wurde nach 1945 Mitglied des Gemeinderates in Stadtbergen, wo er auch Vorsitzender der Parteifraktion war. 1946 zog er in den Augsburger Kreistag ein, sechs Jahre später war er hier ebenfalls Fraktionsvorsitzender. Von 1948 bis 1952 und nochmals von 1956 bis 1960 war er stellvertretender Landrat des Kreises Augsburg. 
Von 1954 an war er Mitglied des Bayerischen Landtages. Aus diesem schied er 1961 aus, da er bei der Bundestagswahl 1961 über die bayrische Landesliste der SPD in den Deutschen Bundestag gewählt wurde. In der vierten Legislaturperiode, seiner ersten, war er im ersten Jahr stellvertretendes Mitglied im Ausschuss für Mittelstandsfragen, ab Dezember 1962 war er ordentliches Mitglied. Außerdem war Strohmayr noch ordentliches Mitglied der Ausschüsse für „Wohnungswesen, Städtebau und Raumordnung“ und dem für wirtschaftlichen Besitz des Bundes. In der fünften und sechsten Legislaturperiode war Strohmayr noch in weiteren Ausschüssen aktiv. Er schied 1972 wieder aus dem Deutschen Bundestag aus.

### Ehrungen
- 1972: Großes Verdienstkreuz der Bundesrepublik Deutschland
- 1988: Großes Verdienstkreuz mit Stern der Bundesrepublik Deutschland
- Bayerischer Verdienstorden
- Die Marie-Juchacz-Plakette der Arbeiterwohlfahrt wurde ihm 1974 verliehen.